# Ferrari Testarossa
Ferrari Testarossa – supersamochód klasy średniej produkowany przez włoską markę Ferrari w latach 1984–1996.

## Historia i opis modelu

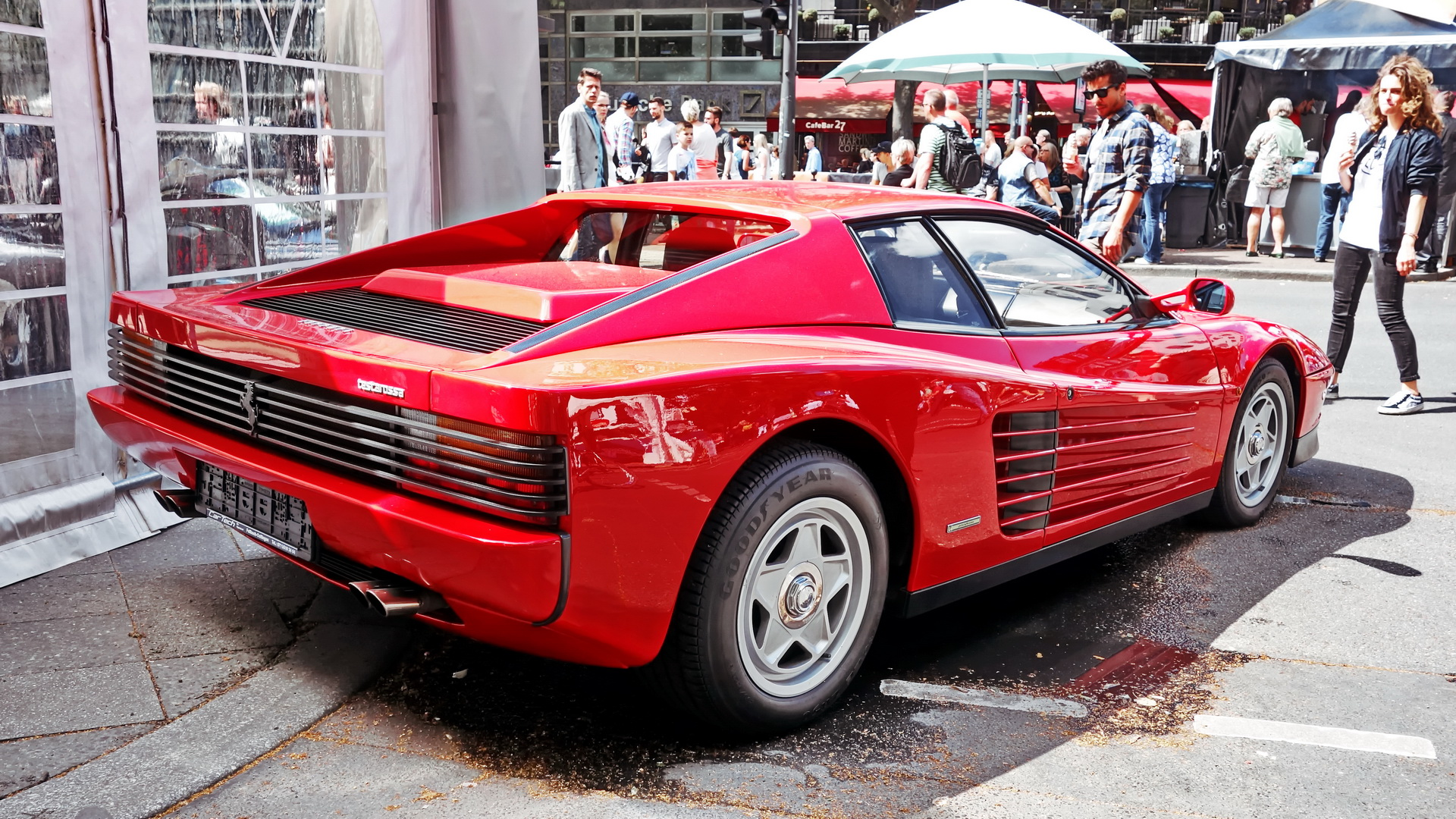
Ferrari Testarossa – tył

Samochód został zaprezentowany podczas Autosalonu w Paryżu w 1984 roku. Zastąpił model Berlinetta Boxer po dwudziestu latach produkcji. Auto stało się bardzo popularne i w ciągu siedmiu lat złożono ponad 7 tys. egzemplarzy. Mimo wielu przeróbek mających przystosować auto do torów wyścigowych, Testarossa nigdy nie odniosła sukcesów podczas wyścigów. Następcą modelu Testarossa był Ferrari 550 Maranello, który jednak miał już klasyczny napęd. Silnik umieszczony z przodu i napęd na koła tylne. Model Testarossa jest jednym z najbardziej spektakularnych modeli w gamie Ferrari, który odniósł niebywały sukces komercyjny, a także umocnił pozycję Ferrari jako producenta egzotycznych supersamochodów. Po zakończeniu produkcji modelu F40 (1987–1992) w 1992 przez 3 lata pełnił funkcję sztandarowego modelu firmy Ferrari do czasu prezentacji następcy modelu F50 w 1995 roku. Samochód ten stał się punktem odniesienia do oceny innych samochodów sportowych lat 80. i 90. XX wieku.

### Ferrari F 512TR
Wzmocniona wersja Testarossy zaprezentowana została w 1991 roku. Zmieniono wówczas wygląd nadwozia i wzmocniono silnik do ponad 420 KM.

### Ferrari F 512M
Ostatnia wersja Testarossy, moc zwiększona do 440 KM. Planowano zainstalować silnik z F40 jednak ostatecznie wstrzymano się z tym pomysłem. Całkowicie widoczne klosze przednich lamp zastąpiły chowające się elektrycznie, tylne światła zyskały podobieństwo do modelu F355.

### Dane techniczne
| Marka / Model / Wersja         | Ferrari Testarossa                                                                                   | Ferrari 512TR                                                                                      | Ferrari 512M                                                                                       |
| Produkcja                      | 1984–1991                                                                                            | 1991–1994                                                                                          | 1994–1996                                                                                          |
| Cena                           | 1985 / 223 300 DM                                                                                    | 1992 / 280 000 DM                                                                                  | 1995 / 332 000 DM                                                                                  |
| Silnik                         | Ferrari – V12 (kąt rozwarcia 180°), 48 zaworowy (4 zawory na cylinder) DOHC, wtrysk Bosch K-Jetronic | Ferrari – V12 (kąt rozwarcia 180°), 48 zaworowy (4 zawory na cylinder) DOHC, wtrysk Bosch Motronic | Ferrari – V12 (kąt rozwarcia 180°), 48 zaworowy (4 zawory na cylinder) DOHC, wtrysk Bosch Motronic |
| Umiejscowienie                 | Wzdłużnie, silnik centralnie, tylny napęd                                                            | Wzdłużnie, silnik centralnie, tylny napęd                                                          | Wzdłużnie, silnik centralnie, tylny napęd                                                          |
| Stopień sprężania              | 9,3:1                                                                                                | 10,0:1                                                                                             | 10,4:1                                                                                             |
| Pojemność skokowa              | 4973 cm³                                                                                             | 4973 cm³                                                                                           | 4973 cm³                                                                                           |
| Pojemność skokowa              | 82,0 × 78,00 mm                                                                                      | | |
| Moc maksymalna                 | 291 kW (390 KM) @ 5750 rpm                                                                           | 315 kW (428 KM) @ 6750 rpm                                                                         | 328 kW (440 KM) @ 6750 rpm                                                                         |
| Maksymalny moment obrotowy     | (480 Nm) @ 4500 rpm                                                                                  | (490 Nm) @ 5000 rpm                                                                                | (500 Nm) @ 5500 rpm                                                                                |
| Prędkość maksymalna            | 295 km/h                                                                                             | 314 km/h                                                                                           | 315 km/h                                                                                           |
| Przyspieszenie (0–100 km/h)    | 5,3 s                                                                                                | 4,8 s                                                                                              | 4,7 s                                                                                              |
| Przyspieszenie (0–160 km/h)    | 11,2 s                                                                                               | 10,7 s                                                                                             | 10,2 s                                                                                             |
| Zużycie paliwa (l) (na 100 km) | przy 90 km/h 12,5 przy 120 km/h 13,6 cykl miejski 23,8 średnie zużycie 17,0                          | przy 90 km/h 12,3 przy 120 km/h 13,5 cykl miejski 25,2 średnie zużycie 17,5                        | przy 90 km/h 13,0 przy 120 km/h 14,2 cykl miejski 27,5 średnie zużycie 18,1                        |
| Pojemność zbiornika paliwa     | 115 litrów                                                                                           | 115 litrów                                                                                         | 115 litrów                                                                                         |
| Felgi / opony                  | Przód: 225/50 VR16 Tył: 255/50 VR16                                                                  | Przód: 235/40 ZR18 Tył: 295/35 R18                                                                 | Przód: 235/40 ZR18 Tył: 295/35 R18                                                                 |
| Układ hamulcowy (mm )          | 309 mm – wentylowane tarcze z przodu 310 mm – wentylowane tarcze z tyłu                              | 315 mm – wentylowane tarcze z przodu 310 mm – wentylowane tarcze z tyłu                            | 315 mm – wentylowane tarcze z przodu 310 mm – wentylowane tarcze z tyłu                            |
| Droga hamowania (100–0 km/h)   | 39,8 m                                                                                               | 38,5 m                                                                                             | 38,5 m                                                                                             |
| Nadwozie                       | Przestrzenna rama rurowa, napęd na tylną oś                                                          | Przestrzenna rama rurowa, napęd na tylną oś                                                        | Przestrzenna rama rurowa, napęd na tylną oś                                                        |
| Budowa i materiały             | Stalowa – karoseria z komponentami i lekką stalą (aluminium), 2-drzwiowe coupé                       | Stalowa – karoseria z komponentami i lekką stalą (aluminium), 2-drzwiowe coupé                     | Stalowa – karoseria z komponentami i lekką stalą (aluminium), 2-drzwiowe coupé                     |
| Masa własna                    | 1506 kg                                                                                              | 1473 kg                                                                                            | 1455 kg                                                                                            |
| Skrzynia biegów                | 5-biegowa manualna                                                                                   | 5-biegowa manualna                                                                                 | 5-biegowa manualna                                                                                 |
| Rozstaw osi                    | 2550 mm                                                                                              | 2550 mm                                                                                            | 2550 mm                                                                                            |
| Długość/szerokość/wysokość     | 4486 / 1976 / 1130 mm                                                                                | 4480 / 1976 / 1135 mm                                                                              | 4480 / 1976 / 1135 mm                                                                              |